# Tábor-hegy (Izrael)
A Tábor-hegy (héberül: הר תבור  ; arabul: جبل الطور Dzsebel et-Tứr) Izrael északi részén emelkedik ki a síkságból, Názárettől keletre mintegy 7 km-re. A hegytetőről nagyszerű kilátás nyílik a környező tájra; a Jezréel-völgyre, a Kármel-hegyre.
A hegytetőn található a Jézus színeváltozásának bazilikája, amely számos, a századok során lerombolt templom maradványaira épült. Sok rom most is látható a bazilika körül.

## Története
Már II. Ramszesz fáraó leírásában szerepel egy település a meghódított városok között, amely a Tábor-hegy csúcsára épült. A későbbiekben állandó település valószínűleg nem létezett a hegycsúcson.
Valamikor itt volt a föníciai bika-kultusz helyszíne, ezt bizonyítja a mai arab neve is: Dzsebel Tor (a bika hegye).
Az Ószövetség története szerint a bírák korában (a királyság előtt) innen indult Bárák serege Sisera hada ellen. Jézus idejében is állt egy település a hegy tetején. Ezt a zsidó háborúban (Kr. u. 66-70) sietve fallal vették körül.
A hagyomány szerint Jézus megdicsőülésének és mennybemenetelének a helye.

## Galéria

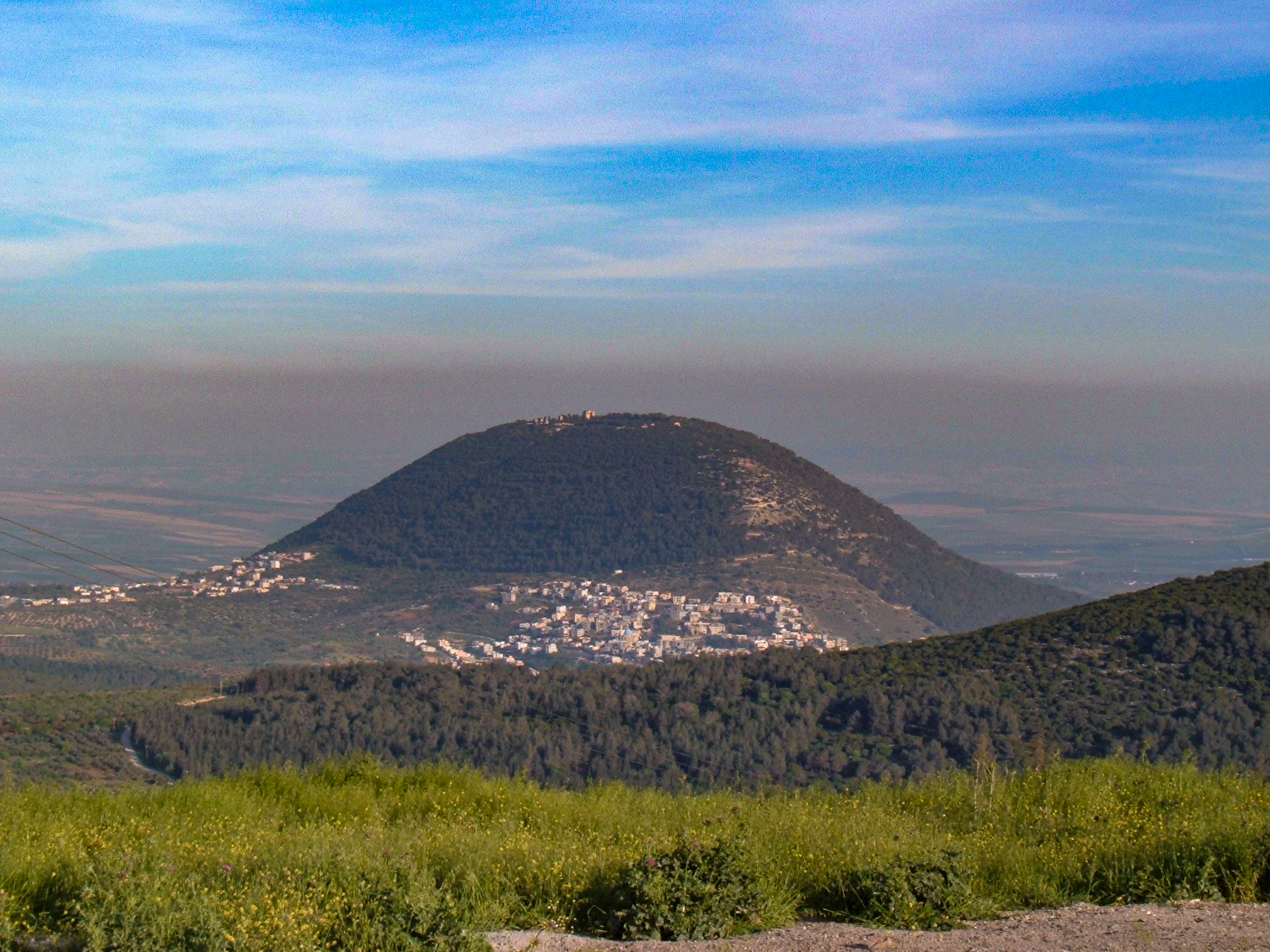
Tábor hegye Názáret felől nézve
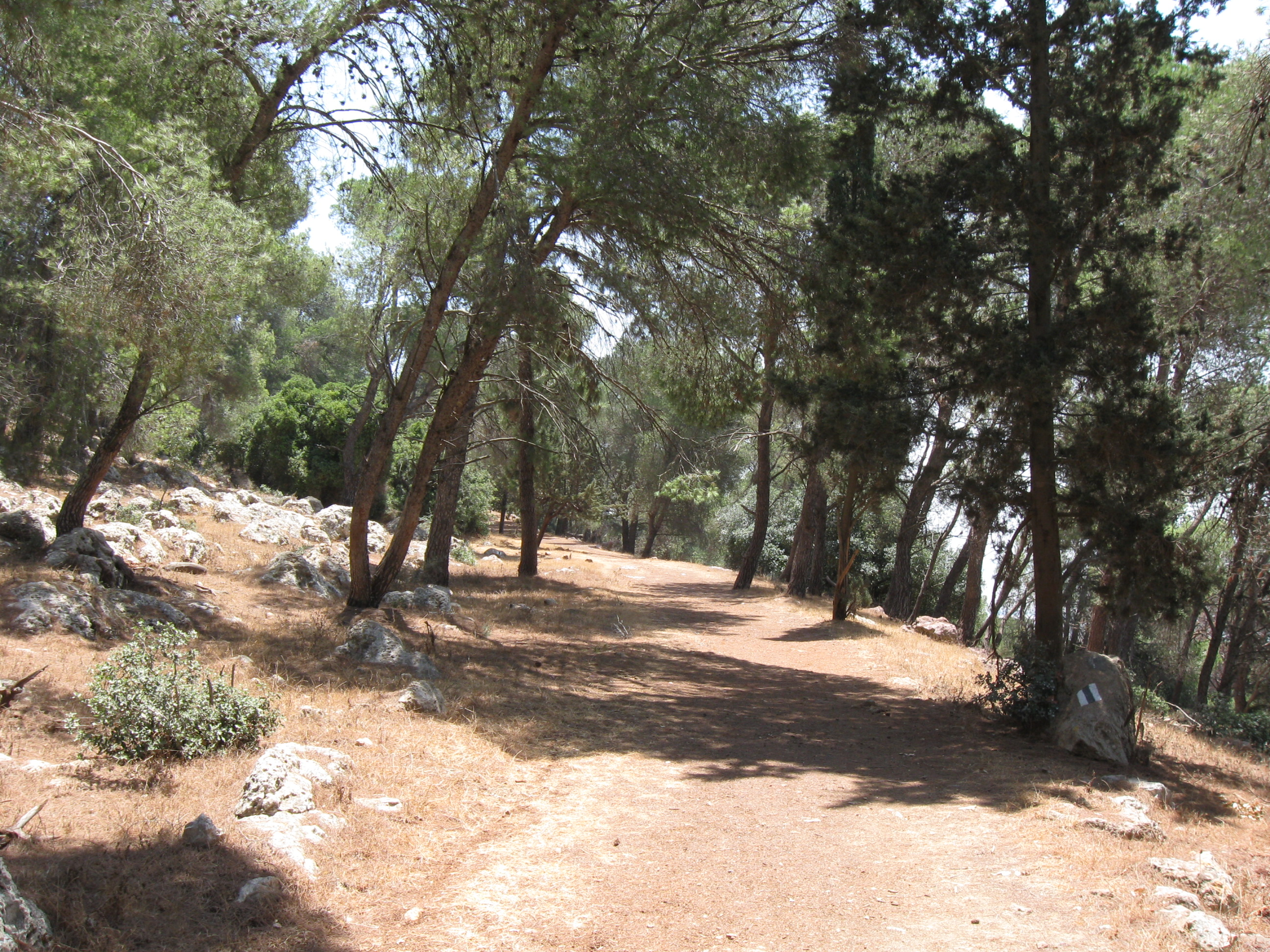
A hegyoldal egy képe
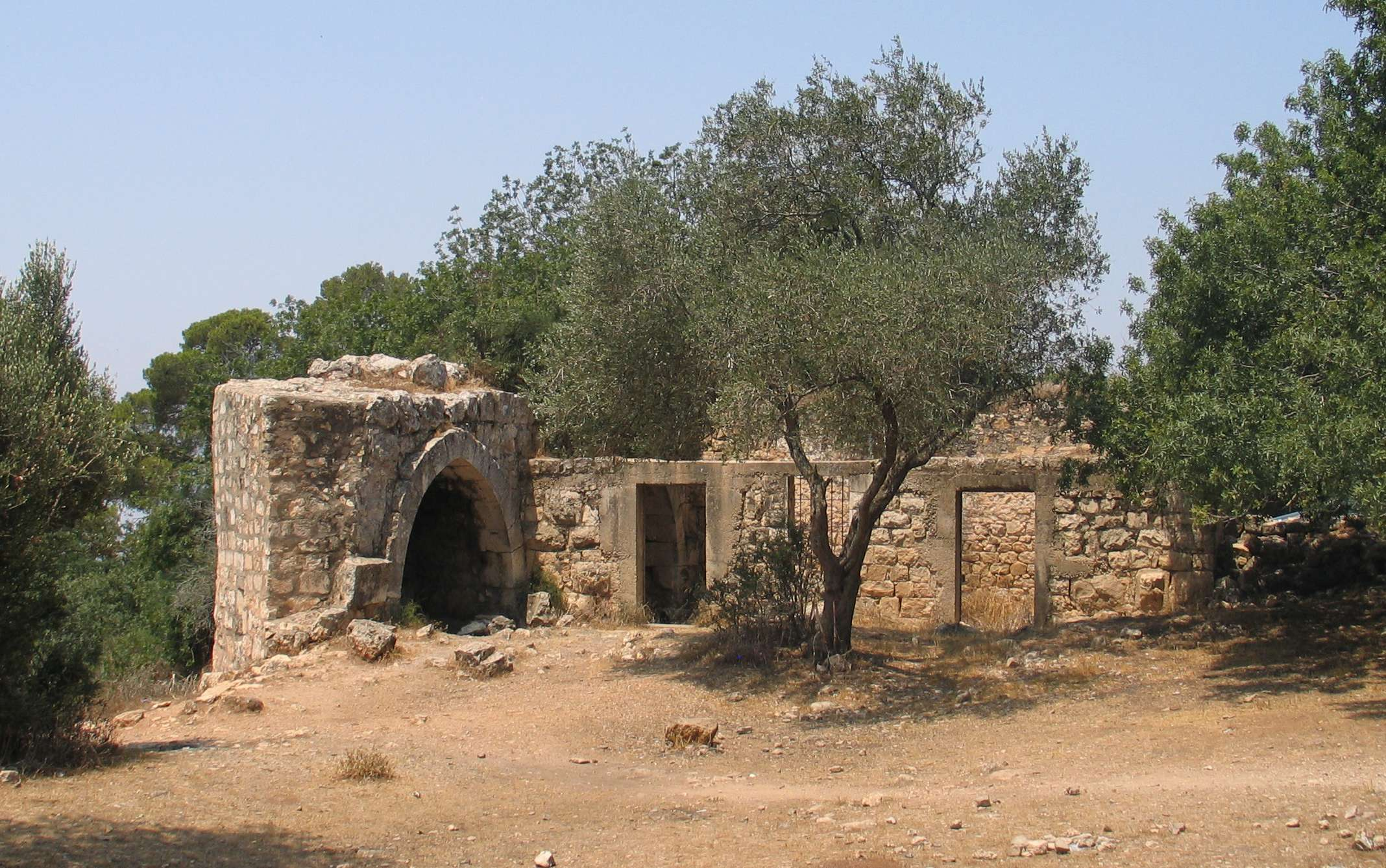
Romok a hegytetőn
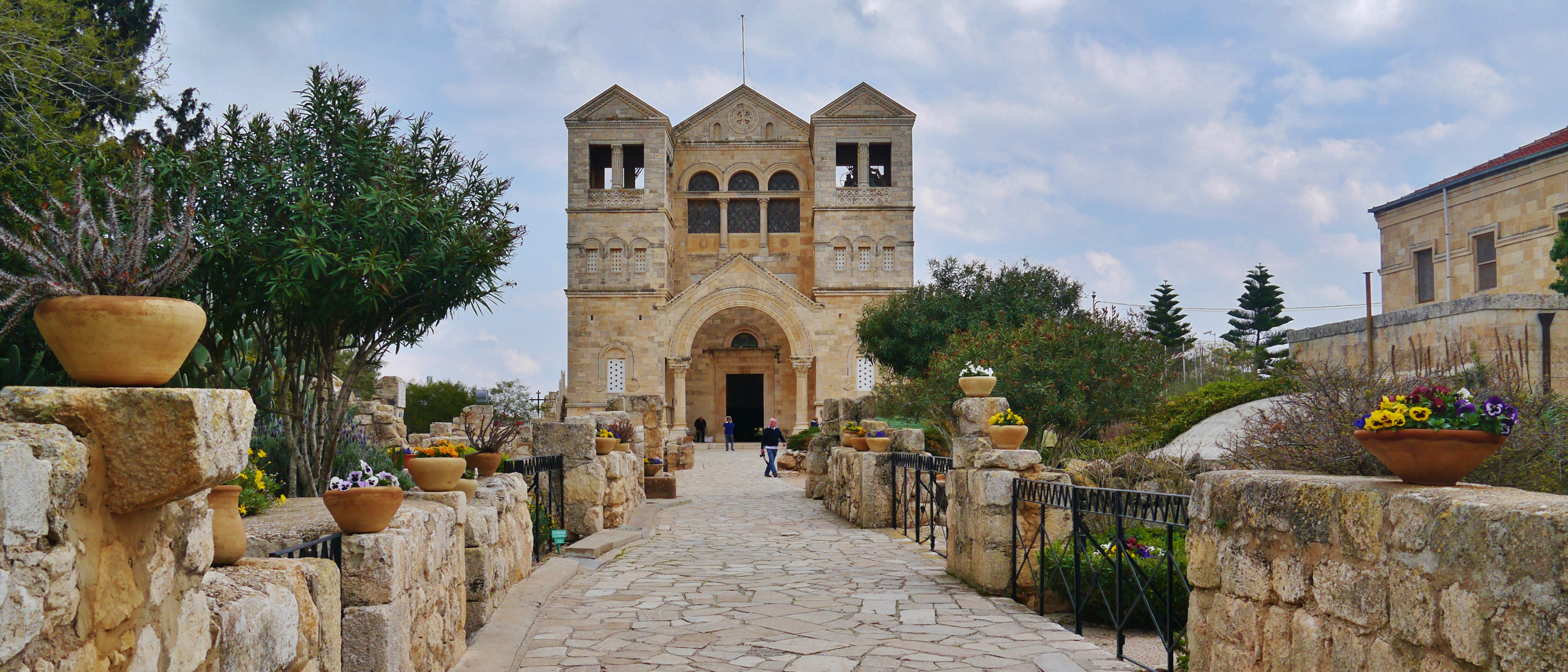
Bazilika a hegyen